# Campylaspis pilosa
Campylaspis pilosa är en kräftdjursart som beskrevs av Jones 1974. Campylaspis pilosa ingår i släktet Campylaspis och familjen Nannastacidae. Inga underarter finns listade i Catalogue of Life.